# Place des femmes dans le journalisme sportif au Québec
 (décembre 2015).
- Si vous ne connaissez pas le sujet, laissez ce bandeau (vous pouvez alors contacter les auteurs).
- Si vous supprimez le contenu mis en cause (vous pouvez préalablement contacter les auteurs),

argumentez précisément cette suppression dans la page de discussion
(un manque de référence n'est pas un argument ; une recherche réelle de référence doit avoir été effectuée, être formellement documentée).
La place des femmes dans le journalisme sportif au Québec se présente sous différents aspects.

## Les généralisations du domaine
Quotidiennement, et, depuis plus de nombreuses années, un phénomène populaire se retrouve dans le milieu des médias sportifs.
Cela pourrait s'expliquer par le fait qu’il est fréquent et normal pour les auditeurs d’être soumis à une présence masculine plus importante que celle des femmes.
Cette réalité viendrait du fait que la société éduque les individus selon des principes préétablis. De là, s'ensuivent l’histoire des femmes, et leur lutte pour leurs droits.
De là, s’ensuivra aussi l'obligation pour les femmes, journalistes et chroniqueuses, d’être asservies à des réalités non désirées : la lutte contre le poids de la tradition, la frontière érigée par les entreprises de journalisme entre les sports masculins et les sports féminins ou encore l'impossibilité d'atteindre un poste de direction pour une femme.

## La lutte contre le poids des traditions
Il y a près de deux décennies, les femmes couvrant l’actualité sportive était rare. Les chaînes de télévision avaient un profil type de journaliste : le journaliste masculin spécialisé dans le domaine sportif.
Aucune dérogation n’était envisageable. S’en est suivi l'adoption de ce stéréotype par l’ensemble des téléspectateurs et des lecteurs de presse sportive. Par la suite, cette obligation envhit l'esprit des dirigeants des moyens de communication.
Les femmes se voyaient confrontées à une réalité qui leur paraissait évidente. L’accès aux équipes de rédaction sportive comporterait pour elles bien plus d’obstacle que pour un homme.

## La frontière entre les sports masculins et féminins
Aujourd’hui, et particulièrement dans le monde journalistique américain, il est fréquent de côtoyer des journalistes féminines, que ce soit dans la sphère du football, de la boxe ou même dans les circuits automobiles.
La situation n’a pas toujours été ainsi. Il y a quelques années, les entreprises de communication imposaient une distinction entre les sports masculins (le hockey sur glace, la boxe, le football ou les grands prix automobiles) et les sports féminins (la natation, le tennis ou bien la gymnastique).
Aujourd’hui, les grands médias ont compris que la complexité d'un sport peut être saisie, et rendue, avec le même degré de précision, que l’auteur soit un homme ou une femme.

## L'inaccessibilité des postes de direction
Dans la majorité des cas, les femmes journalistes ne parviennent pas à atteindre les échelons supérieurs. C'est peut-être dû à une mauvaise habitude ; elle aurait été acquise dans le début du cheminement vers une égalité d’évolution dans le domaine journalistique pour les femmes ; elle reste difficile à corriger.

## Une amélioration de la situation
La société actuelle se donne pour devoir d’accomplir les choses d’une manière différente de ce que les anciennes générations ont pu connaître. Les instances dirigeantes actuelles d’entreprises médiatiques sont de plus en plus nombreuses à permettre aux femmes un succès dans leur domaine.

## Celles qui ont gagné la partie
- Chantal Machabée fut la première femme à animer la diffusion du hockey des Canadiens de Montréal[2] ;
- Claudine Douville est journaliste de sports et auteure ;
- Geneviève Langlois est reporter pour le réseau des sports[3] ;
- Elizabeth Rancourt est reporter pour TVA sports ;
- Nancy Audet est reporter pour TVA Sports ;
- Hélène Pelletier est analyste sportive pour les parties de tennis diffusées sur la chaîne du réseau des sports ;
- Marie-Josée Turcotte est chef d’antenne sur les ondes de Radio-Canada ;
- Karine Champagne est chef d'antenne sur les ondes de TVA Sports ;
- Corinne Jean est journaliste sur les ondes de TVA Sports[4] ;
- Frédérique Guay est journaliste sur les ondes de TVA Sports[4] ;
- Marie-Claude Savard est une ancienne présentatrive sportive ;
- Céline Galipeau est devenue la première femme à être chef d’antenne de la télévision de Radio-Canada.